# バングラデシュの法
バングラデシュの法（ばんぐらでしゅのほう）は、バングラデシュ（バングラデシュ人民共和国）の法制度を概説する記事である。
バングラデシュはコモン・ローの国であり、その法体系はイギリス領インドに対する植民地支配の際にイギリス人支配層が発展させたものである。現在バングラデシュを構成する領域は、イギリス保護下のムガル政権時代にベンガルとして知られ、早くから他の地名でも知られていた。ほぼ先史時代から、人類は宗教的及び政治的な知識と制度とを有していたが、ムガル帝国が初めてこれらを国家機構を通じて認識し確立することを試みた。1726年憲章は、ジョージ1世王に裁可され、東インド会社がマドラス、ボンベイ及びカルカッタに市長裁判所を設立することを許可し、イギリス領インドで最初に法典化された法と考えられている。当時のベンガルはイギリス領インドの一部であったから、同憲章はベンガルにとっても最初に法典化された法であった。1971年の独立以降、バングラデシュ国会が制定する成文法が第一の立法形式となった。判例法は、憲法などの分野で今なお重要である。他のコモン・ローの国とは異なり、バングラデシュ最高裁判所は議会の制定した法律を解釈するのみならず、議会制定法の無効を宣言し、市民の基本権を直接適用する権限も有する。 バングラデシュ法典に1836年以来の法律が全て納められている。バングラデシュの法律の大部分は英語で書かれているが、1987年以降に採択された法律のほとんどはベンガル語で書かれている。家族法は宗教法と密接に関連している。バングラデシュは主要な国際法上の義務を負担している。 
1970年代及び1980年代に戒厳令が布かれていた間、布告及び政令が法律として公布されていた。最高裁判所が2010年に戒厳令が違法であると宣言したことから、国会は一部の法律を再制定した。情報公開法は既に制定されている。バングラデシュの法律の中には、論争を呼んでいるもの、時代遅れのもの、自国の憲法に違反するものがある。例えば、同国の1974年特別権限法（有害行為の予防、重大犯罪に対する迅速な裁判及び効果的な処罰並びにこれらに関連する諸問題に対する特別措置を定める法律）、冒涜法、治安妨害法、インターネット規制法、非政府組織法、報道規制法、軍法及びその財産法的側面に関する法律などである。植民地時代の法律の多くは現代化が必要である。 
世界司法計画 World Justice Project によれば、バングラデシュは2019年の法の支配指数で126か国・地域中112位であった。

## バングラデシュにおける基本権
バングラデシュ憲法の第III部は、基本権条項を含む。
1. 基本権と矛盾する法律の無効（第26条）
2. 法の下の平等 （第27条）
3. 宗教を理由とする差別等 （第28条）
4. 公の雇用における機会の平等（第29条）
5. 外国の称号の禁止等（第30条）
6. 法による保護を受ける権利（第31条）
7. 生命及び人身の自由の保護（第32条）
8. 逮捕及び拘禁に対する防御（第33条）
9. 強制労働の禁止（第34条）
10. 裁判及び刑罰に関する保護（第35条）
11. 居住移転の自由（第36条）
12. 集会の自由（第37条）
13. 結社の自由（第38条）
14. 思想・良心の自由、言論の自由（第39条）
15. 職業選択の自由（第40条）
16. 信教の自由（第41条）
17. 財産権（第42条）
18. 家庭及び通信の保護（第43条）
19. 基本権の直接適用（第44条）
20. 懲戒法に関する権利の修正（第45条）
21. 損失補償を提供する権限（第46条）
22. 法律の適用除外（第47条）
23. 条項の適用除外（第47A条）

## 判例法
バングラデシュ憲法第111条は、判例を尊重している。
バングラデシュの裁判所が憲法の周辺領域で提供した重要な判例として、Bangladeshi Italian Marble Works 株式会社対バングラデシュ政府事件がある。この判例は、 戒厳令を違法と宣言したものである。財務省長官対 Masdar Hossain 事件判決は、権力分立及び司法の独立を力説した。 
Aruna Sen 対バングラデシュ政府事件において、最高裁判所は、違法な拘禁及び拷問に対する先例を設定した。裁判所は、Abdul Latif Mirza 対バングラデシュ政府事件の判決において、自然的正義の原理を肯定した。これらの判断は、1974年特別権限法に基づく拘禁のほとんどを無効なものとする先例であった。
バングラデシュの法における正当な期待 legitimate expectation の法理は、判例を通じて発展した。

## 法典化及び言語
『バングラデシュ法令全書』は1977年から出版されている。1836年から1987年までの間に制定されたほとんどの法は、英語で書かれている。1987年の政府通達に従い、全書は主にベンガル語で出版されている。最高裁判所上訴部及び高等裁判所部の法廷言語は英語である。これに対して、ほとんどの治安判事裁判所及び地方裁判所はベンガル語を使用している。英語を支持する議論もベンガル語を支持する議論もあるため、言語の不統一は懸念の的となってきた。同国の金融部門は英語に依存し、文化的愛国主義者はベンガル語を好んでいる。

## 情報公開
国会を通過した2009年情報公開法は、重要な改革として歓迎されている。同法は、軍を除くほとんどの政府機関に対する情報公開請求を認めている。そのため、外国との安全保障合意には同法は適用されない。
2016年現在、市民及び各種組織から76,043件の情報公開請求が情報公開委員長官に申し立てられている。

## 刑事法
刑事法の主なものと言えば、1860年刑法典、刑事訴訟法典、1871年家畜加害法、1908年爆発物法、1947年腐敗防止法、1957年反腐敗法、1947年特別権限法、1980年ダウリ禁止法、1990年麻薬（取締）法、1995年女子及び児童抑圧法、2013年反テロ法である。

## 会社法
バングラデシュの会社法は、1844年株式会社法がイギリス議会で制定されたことに遡る。バングラデシュの会社法は、1857年会社法、1913年会社法及び1929年会社法の影響も受けている。1969年証券取引令は、パキスタン時代に企業活動を統合する最も重要な立法の一つであった。バングラデシュが独立した後、つまりインド分断後も、インド会社法は改革の手本であり続けた。幹部公務員、公認会計士及び法律家からなる会社法改革委員会が1979年に設置された。委員会の勧告は1994年まで実施されなかったが、1994年会社法が国会を通過した。1993年証券取引委員会法は、国内の２か所の株式市場を監督するバングラデシュ証券取引委員会を創設した。

## 契約法
バングラデシュの契約法は1872年契約法と1930年物品売買法とに基礎を置く。
世界銀行の2020年ビジネス環境ランキングによると、バングラデシュは契約の執行において190か国・地域中189位に位置付けられる。

## 宗教法
イスラーム法は親族法及び相続法に関してバングラデシュのイスラーム教徒に適用される。ヒンドゥー教徒身分法は親族法に関してバングラデシュのヒンドゥー教徒に適用される。バングラデシュの仏教徒もヒンドゥー教徒身分法に従う。1872年キリスト教徒婚姻法はバングラデシュのキリスト教徒に適用される。

## 税法
1969年関税法は、関税法の基礎である。所得税規則は1984年に政令によって公布された。付加価値税は2012年付加価値税及び補足税法とともに改訂された。
1881年地方自治体税法が地方自治体の税を統制している。

## 労働法
2006年バングラデシュ労働法は、2013年バングラデシュ労働法（改正）法案によって改正された。同改正は、労働組合を結成する自由を拡大したが、なおその自由は限定的なものにとどまる。また、同改正は工場における労働安全衛生条件を改善した。2017年に政府は自由港における労働組合の禁止を撤廃することを公約した。

## 財産法
憲法は私有財産権を保障している。1882年財産移転法は財産法の基本法である。もっとも、首都開発局 Rajdhani Unnayan Kartripakkha, RAJUK のような政府機関は外国直接投資を通じて財産の移転を制限している。既得財産法は政府が国家の敵とみなされた法主体又は個人から財産を没収することを認めている。

## 知的財産法
1911年特許及び意匠法は同国最古の著作権法である。特許及び意匠規則は1933年に導入された。その他の重要な法として、2000年著作権法、2006年著作権規則及び2009年商標法がある。

## 司法
バングラデシュの裁判所の系列は、バングラデシュ最高裁判所を頂点とする。憲法117条2項が「本条に基づき行政審判所が設立されたときは、いかなる裁判所もかかる審判所の管轄に属する事項に関する訴訟行為を受け付けず、命令を発しないものとする。ただし、国会は、法律により、かかる審判所の裁定に対する上訴ないしは再審査を規定することができる。」と規定しているので、憲法上は、行政審判所の系列を最高裁判所に従属させない立法政策も可能であるが、1980年行政審判所法6A条は「憲法第103条の規定は、行政上訴審判所を高等裁判所部とみなして、これを適用することをここに宣言する。」と規定しているので（憲法103条4項参照）、行政審判所の系列も最高裁判所に従属する。
最高裁判所は、上訴部及び高等裁判所部で構成される（憲法94条1項）。高等裁判所部は、憲法及びその他の法律により授権された第一審の管轄権、控訴審の管轄権並びにその他の管轄及び権限を有する（憲法101条）。上訴部は、高等裁判所部の裁判、決定、命令又は判決に対する上訴を審理し判断する管轄権を有するものとされる（憲法103条1項）。
最高裁判所は、首都に所在する（憲法100条前段）。高等裁判所部は、期日を最高裁判所の庁舎外で開廷することができる（憲法100条後段）。1988年の第8次憲法改正法は、ダッカ以外の都市に高等裁判所部の常設法廷を置くことを認めていたが、1989年の Anwar Hossain Choudhury 対バングラデシュ政府事件（1988年民事上訴第42号等、1989年9月2日判決）において、上訴部は、「国会といえども、憲法の基本構造を損なうような制度を付加する権限を有しない」という「基本構造の法理」を理由として、同改正法を無効とした。
通常裁判所の系列には、民事裁判所及び刑事裁判所がある。

## 司法審査
バングラデシュにおける司法審査は、憲法第102条に基づいて高等裁判所部に令状を申し立てる方法により行われる

## 裁判外紛争解決
バングラデシュ国際仲裁センターは同国で唯一の商事仲裁廷である。同センターは、裁判外紛争解決手続のための同国初のセンターである。

## 法曹
バングラデシュの法律家は、弁護士会に入会したときに弁護士 advocate と呼ばれる。法科生が海外で訓練を受けてイギリスの法廷弁護士 barrister やその他の国の弁護士になり、帰国してバングラデシュの弁護士会に弁護士として入会することもできる。 
バングラデシュ弁護士会評議会及びバングラデシュ最高裁判所弁護士会は、同国で指導的な法曹組織である。バングラデシュ人は、アムネスティ・インターナショナル元事務局長であるアイリーン・カーンのように指導的な法曹を輩出している。

## 関連記事
- バングラデシュの歴史
- バングラデシュの大統領